# Eleições parlamentares no Montenegro em 2009
As eleições parlamentares montenegrinas de 2009 foram realizadas em 29 de março.

## Governo
O governo de coligação dominado pelo Partido Democrático dos Socialistas de Milo Đukanović antecipou o pleito, que só deveria realizar-se dentro de um ano, com o argumento de que precisa de um "mandato claro e inequívoco" para as difíceis reformas econômicas indispensáveis à integração na UE e na OTAN. Já a oposição, muito dividida, acusou o governo de pretender obter um novo mandato antes que os efeitos da crise económica mundial sejam evidentes no país. "Não somos mágicos capazes de salvar o Montenegro da crise, mas posso dizer que o governo está a tomar medidas para proteger o país das piores consequências da crise", assegurou durante a campanha eleitoral Djukanovic, de 47 anos, que domina a vida política montenegrina desde 1991 praticamente sem interrupção.

## Campanha
Os temas econômicos e sociais concentraram a pouco dinâmica campanha eleitoral em Montenegro, onde a taxa de desemprego chega a 17% e onde 11% da população vivem em condições de extrema pobreza.

## Resultados e participação
A participação dos eleitores, que é tradicionalmente alta no país, chegou a 65,2%. O primeiro-ministro Milo Đukanović conseguiu maioria absoluta no pleito, confirmando assim seu domínio da cena política do país, que declarou independência da Sérvia em 2006. A coalizão Montenegro Europeu, liderada pelo Partido Democrático dos Socialistas (DPS), de Đukanović, obteve 51,1% dos votos, ganhando 49 cadeiras das 81 do Parlamento nacional. Antes da meia-noite, ele apareceu na janela de seu quarto para proclamar a vitória "mais contundente até agora". "Os eleitores votaram em uma vida segura, com sólida prosperidade econômica e democrática e em um seguro futuro europeu de Montenegro", declarou ele, interrompido por seus seguidores, que cantavam em coro o hino montenegrino.
O segundo partido mais votado (16,1%) foi o Partido Popular Socialista (SNP), de Srđan Milić, e terá 15 deputados. Ele reconheceu a derrota e declarou que "é preciso esperar até amanhã para ver o que evidentemente se passará com a crise".
Em terceiro lugar, ficou o recém-formado Partido da Nova Democracia Sérvia, de Andrija Mandić, com 8,9% dos votos e 8 cadeiras. O grande perdedor foi Nebojša Medojević, líder do Movimento para as Mudanças (DPS), até então o único político local com popularidade para competir com Đukanović, mas cujo partido só conseguiu 6,1% dos votos e terá cinco cadeiras no Parlamento. Quatro partidos da minoria albanesa também devem estar representados no Parlamento, com um deputado cada.

## Resultados Oficiais
| Partido                 | Partido                                      | Votos   | %             | +/-  | Deputados | +/-     |
| ----------------------- | -------------------------------------------- | ------- | ------------- | ---- | --------- | ------- |
|                         | Partido Democrático dos Socialistas          | 168 290 | 51,9 / 100,0  | 3,3  | 48 / 81   | 7       |
|                         | Partido Popular Socialista                   | 54 547  | 16,8 / 100,0  | 2,7  | 16 / 81   | 8       |
|                         | Democracia Nova Sérvia                       | 29 883  | 9,2 / 100,0   | Novo | 8 / 81    | Novo    |
|                         | Movimento pelas Mudanças                     | 19 546  | 6,0 / 100,0   | 7,1  | 5 / 81    | 6       |
|                         | Coligação Popular (NS-DSS)                   | 9 448   | 2,9 / 100,0   | -    | 0 / 81    | -       |
|                         | Por um Montenegro Diferente (LP-DC)          | 8 759   | 2,7 / 100,0   | 1,0  | 0 / 81    | 3       |
|                         | Partido Unido dos Pensionistas e Deficientes | 7 691   | 2,4 / 100,0   | Novo | 0 / 81    | Novo    |
|                         | União Democrático dos Albaneses              | 4 747   | 1,5 / 100,0   | 0,4  | 1 / 81    | Estável |
|                         | Lista Nacional Sérvia (SSR-SSN)              | 4 291   | 1,3 / 100,0   | Novo | 0 / 81    | Novo    |
|                         | Juntos como Um (Bosníacos)                   | 3 489   | 1,1 / 100,0   | Novo | 0 / 81    | Novo    |
|                         | Nova Força Democrática                       | 2 939   | 0,9 / 100,0   | 0,2  | 1 / 81    | 1       |
|                         | Lista Albanesa (DSCG-AA)                     | 2 898   | 0,9 / 100,0   | 0,1  | 1 / 81    | Estável |
|                         | Coligação Albanesa "Perspectiva"             | 2 619   | 0,8 / 100,0   | Novo | 1 / 81    | Novo    |
|                         | Partido da Pátria Sérvia                     | 2 446   | 0,8 / 100,0   | Novo | 0 / 81    | Novo    |
|                         | Partido Comunista Jugoslavo de Montenegro    | 1 594   | 0,5 / 100,0   | 0,2  | 0 / 81    | Estável |
|                         | Partido da Prosperidade Democrática          | 805     | 0,2 / 100,0   | Novo | 0 / 81    | Novo    |
| Votos Inválidos         | Votos Inválidos                              | 5 827   |               |      |           |         |
| Total                   | Total                                        | 329 819 | 100,0 / 100,0 |      | 81 / 81   |         |
| Eleitorado/Participação | Eleitorado/Participação                      | 498 305 | 66,2 / 100,0  | 5,2  |           |         |